# 想 -so-/耀 -yo-
「想 -so- / 耀 -yo-」（そう / よう）は、MUCCの44枚目のシングル。2023年3月4日にデンジャークルー・レコードから発売された。

## 概要
- 2023年3月4日〜2023年5月6日に開催されたライヴツアー『MUCC 25th Anniversary TOUR 「Timeless」〜鵬翼・極彩〜』にて会場限定販売された。
- ジャケットは『鵬翼』、『極彩』の2作を感じさせるようなデザインとなっている。
- 各ストリーミングサービスでの配信などはされていない。

## 収録曲
1. 想 -so-
作詞・作曲：逹瑯
  - 『MUCC 25th Anniversary TOUR 「Timeless」〜鵬翼・極彩〜』のコンセプトとなるアルバム『鵬翼』、『極彩』の世界観を現在のMUCCが再構築し、作られた。
  - 2023年4月6日にミュージックビデオがオフィシャルYouTubeチャンネルにてプレミア公開された。このミュージックビデオの撮影は茨城県にて行われた。
2. 耀 -yo-
作詞・作曲：ミヤ
  - 本楽曲も「想 -so-」同様『鵬翼』、『極彩』の世界観を現在のMUCCが再構築し、作られた。
  - 2023年2月26日にミュージックビデオがオフィシャルYouTubeチャンネルにて配信された『MUCC 25th Anniversary TOUR「Timeless」〜鵬翼・極彩〜　開催直前緊急特番』内で初公開された。このミュージックビデオの撮影は2023年2月6日にCLUB CITTA'で開催された「MUCC 25thAnniversary Special Liveムック試験導入公演その5.暴れて、感じて、声出しOK。『咆哮』」のアンコールで告知なく行われた。

MUCC 25th Anniversary TOUR 「Timeless」～是空・朽木の灯～ -Official Bootleg- (2022.12.04 大阪IMPホール)
1. 茫然自失 (2022.12.04 大阪IMPホール)
2. 誰も居ない家 (2022.12.04 大阪IMPホール)
3. 悲観主義者が笑う (2022.12.04 大阪IMPホール)
4. 遺書 (2022.12.04 大阪IMPホール)
5. ガロ (2022.12.04 大阪IMPホール)
6. 死して塊 (2022.12.04 大阪IMPホール)
7. 暁闇 (2022.12.04 大阪IMPホール)
8. 溺れる魚 (2022.12.04 大阪IMPホール)
9. モノクロの景色 (2022.12.04 大阪IMPホール)
10. 夢死 (2022.12.04 大阪IMPホール)
11. 9月3日の刻印 (2022.12.04 大阪IMPホール)